# スペースX CRS-17
SpX-17としても知られるスペースX CRS-17は、ファルコン9ロケットに搭載されて2019年5月4日に打ち上げられた国際宇宙ステーションへの商業補給サービスミッション。このミッションはNASAとの契約に基づきスペースXが運用した。発射台のアンビリカルケーブルが宇宙船に残ったままとなってしまい、ISSに接近中とドッキング中に撮られた画像でも目視できた。

## ミッションの概要
2016年2月、NASAはスペースXとCRS-16からCRS-20までの5回の追加のCRSミッションの契約延長を行ったことを認めた。2016年6月、NASAの監察官報告書では、このミッションは2018年10月に予定されていたが、2019年1月には2019年4月に延期された。
2019年4月20日におきたドラゴン2のテストでの異常によって、スペースXはドローン船 "Of Course I Still Love You" に着艦するための許可を取る必要ができた。この船は「地域の安全を確保し、貴重な情報を保全するために」、わずか28 km (17 mi)離れた位置に配置された。

## 主要貨物
CRS-17ミッションの貨物の重量は、1,517 kg (3,344 lb)の与圧貨物と、965 kg (2,127 lb)の非与圧貨物からなる総計2,482 kg (5,472 lb)だった。
非与圧貨物には軌道上炭素観測所3（OCO-3）およびSTP-H6が含まれていた。

## ギャラリー
SpaceX CRS-17
- CRS-17の打ち上げ
- 大気圏を出るファルコン9
- 打ち上げの長時間露光画像
- ISSに接近するドラゴン
- ISSに捕捉されたドラゴン